# Prezydenci Mauretanii
| Osoba                                                                    | Osoba   | Osoba                                           | Kadencja          | Kadencja         | Partia polityczna |
| #                                                                        | Portret | Imię i nazwisko                                 | Od                | Do               | Partia polityczna |
| ------------------------------------------------------------------------ | ------- | ----------------------------------------------- | ----------------- | ---------------- | ----------------- |
| Prezydent Mauretanii                                                     |         |                                                 |                   |                  |                   |
| 1                                                                        |         | Muchtar wuld Dadda (1924–2003)                  | 28 listopada 1960 | 10 lipca 1978    | PRM / PPM         |
| Przewodniczący Wojskowego Komitetu Odrodzenia Narodowego                 |         |                                                 |                   |                  |                   |
| –                                                                        |         | Al-Mustafa wuld as-Salik (1936–2012)            | 10 lipca 1978     | 6 kwietnia 1979  | bezpartyjny       |
| Głowa Państwa i Przewodniczący Wojskowego Komitetu Odrodzenia Narodowego |         |                                                 |                   |                  |                   |
| –                                                                        |         | Al-Mustafa wuld as-Salik (1936–2012)            | 6 kwietnia 1979   | 3 czerwca 1979   | bezpartyjny       |
| Głowa Państwa i Przewodniczący Wojskowego Komitetu Ocalenia Narodowego   |         |                                                 |                   |                  |                   |
| –                                                                        |         | Muhammad Mahmud wuld Luli (1943–2019)           | 3 czerwca 1979    | 4 stycznia 1980  | bezpartyjny       |
| –                                                                        |         | Muhammad Chuna uld Hajdalla (1940–)             | 4 stycznia 1980   | 12 grudnia 1984  | bezpartyjny       |
| –                                                                        |         | Maawija uld Sid’Ahmad Taja (1941–)              | 12 grudnia 1984   | 18 kwietnia 1992 | bezpartyjny       |
| Prezydent Mauretanii                                                     |         |                                                 |                   |                  |                   |
| 2                                                                        |         | Maawija uld Sid’Ahmad Taja (1941–)              | 18 kwietnia 1992  | 3 sierpnia 2005  | PRDS              |
| Przewodniczący Wojskowej Rady Sprawiedliwości i Demokracji               |         |                                                 |                   |                  |                   |
| –                                                                        |         | Ili uld Muhammad Fal (1953–2017)                | 3 sierpnia 2005   | 19 kwietnia 2007 | bezpartyjny       |
| Prezydent Mauretanii                                                     |         |                                                 |                   |                  |                   |
| 3                                                                        |         | Sidi uld Szajch Abdallahi (1938–2020)           | 19 kwietnia 2007  | 6 sierpnia 2008  | bezpartyjny       |
| Przewodniczący Rady Państwa                                              |         |                                                 |                   |                  |                   |
| –                                                                        |         | Muhammad uld Abd al-Aziz (1956–)                | 6 sierpnia 2008   | 15 kwietnia 2009 | bezpartyjny       |
| Prezydent Mauretanii                                                     |         |                                                 |                   |                  |                   |
| –                                                                        |         | Ba Mamadu Mubari pełniący obowiązki (1946–2013) | 15 kwietnia 2009  | 5 sierpnia 2009  | bezpartyjny       |
| 4                                                                        |         | Muhammad uld Abd al-Aziz (1956–)                | 5 sierpnia 2009   | 1 sierpnia 2019  | UPR               |
| 5                                                                        |         | Muhammad wuld al-Ghazwani (1956–)               | 1 sierpnia 2019   | nadal urzęduje   | UPR               |